# Ennistymon
Ennistymon, aussi appelé Ennistimon, (en irlandais Inis Díomáin) est une ville située dans le comté de Clare en Irlande. 

## Nom
Le nom officiel de la ville est Ennistimon, mais on l'appelle Ennistymon plus souvent. Il existe un doute concernant l'origine du nom irlandais ; il signifie simplement « l'île de Diomán », ou bien on l'écrisait originalement « Inis Tí Meán » (« la prairie de la maison du milieu »):18.

## Géographie
Ennistymon est situé à la frontière de la zone montagneuse du comté de Clare connue sous le nom de « the Burren ». La rivière Cullenagh tient son nom d'Inagh d'après les cascades d'Ennistymon où elle devient marémotrice:53-5.

## Histoire
Ennistymon est passé de seulement trois cabanes en 1775 à 120 maisons en 1810. La partie la plus ancienne de la ville est la rue étroite près du pont. Un monastère des frères chrétiens, Mount St. Joseph's, a été créé en 1824:54,56.

## Voir aussi

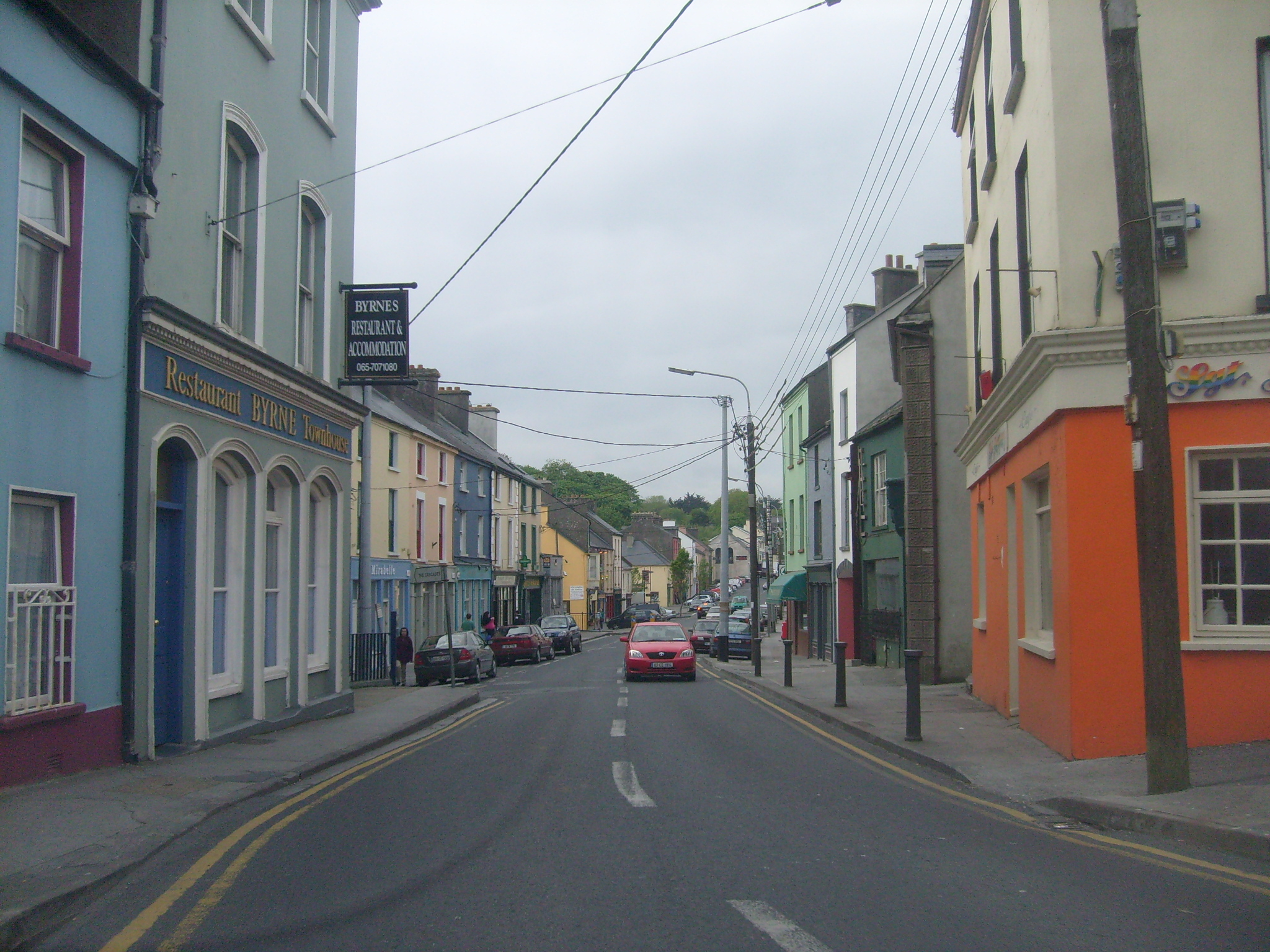

## Jumelages
Ennistymon est jumelé avec :
- Pozzoleone (Italie) depuis 2000 ;
- Schimatari (Grèce) depuis 2008.